# Mela

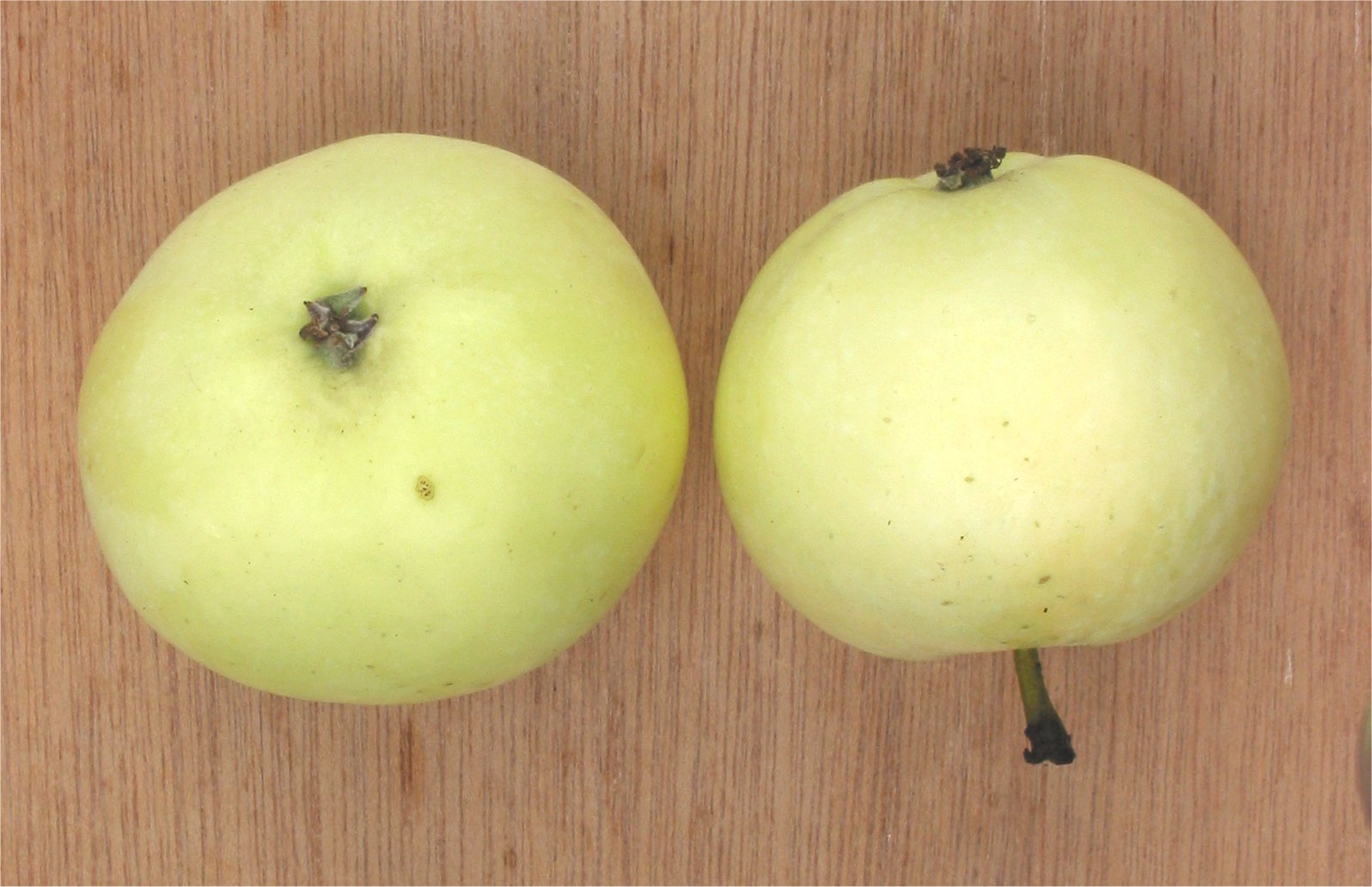
Mele

La mela (dal latino malum) è il frutto del melo (Malus domestica). Il melo ha origine in Asia centrale (attuale Kazakistan) e l'evoluzione dei meli botanici risalirebbe al periodo del Neolitico. La specie è presente in Italia nominalmente con circa 2000 varietà, ma la definizione più precisa è difficile data la sovrapposizione storica delle denominazioni, e le specie estinte o irreperibili. Il termine "mela" deriva dal latino tardo melum (dal greco antico μῆλον, leggi mèlon) per il classico malum, a sua volta derivante dal dorico μᾶλον, leggi màlon. Il termine potrebbe essere messo in relazione con la radice indoeuropea *mal - dal significato di "essere molle", "dolce", ed avere forse un legame con "malva" e "miele".

## Descrizione

Un grafico che mostra la morfologia della mela

La mela è il frutto più destagionalizzato (lo si trova tutto l'anno) e ciò richiede la presenza di impianti che provvedono alla conservazione e ne distribuiscano la disponibilità su di un ampio arco di tempo. In botanica è considerata un falso frutto, in quanto deriva dalla conversione dei tessuti del ricettacolo fiorale e non, come per i veri frutti, dalla conversione dei tessuti dell'ovario. La maturazione naturale varia da fine agosto a metà ottobre.
La disponibilità alla conservazione naturale dei frutti è drasticamente diversa nelle differenti varietà; dati gli elevati contenuti in acidi organici, di norma la conservazione va da uno a quattro mesi.
Nella conservazione industriale sono importanti le condizioni fisiche in cui questa avviene. Dopo il raccolto, i frutti sono conservati a temperature da 1,0 a 3,5 °C con umidità relativa del 59-68%. Per conservazioni prolungate si ricorre a conservazioni in celle con atmosfera controllata (più ricca di azoto).

La mela ha un potere antiossidante molto elevato, con un indice di valore attorno a 4275, con variazioni in funzione del tipo di mela considerata, in quanto contiene provitamina A, vitamine B1, B2, B6, E e C, acido citrico, acido malico, niacina e acido folico, insieme a flavonoidi e carotenoidi.

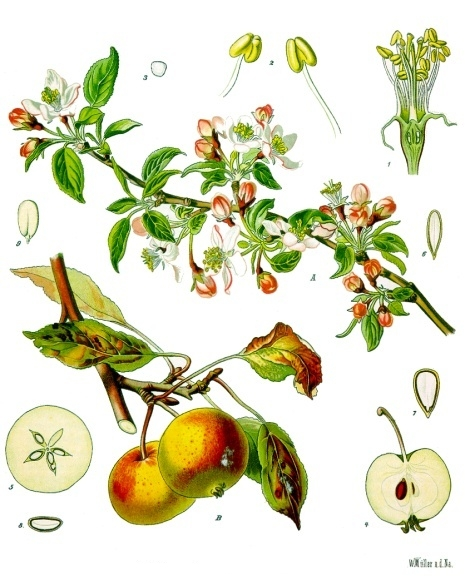
Fiori, frutti e foglie del melo (Malus domestica)

Le mele sono destinate prevalentemente al consumo casalingo, sia immediato che in cucina per la preparazione di primi, secondi e soprattutto diversi dolci. Inoltre si prestano anche ad essere utilizzate per preparare in casa maschere di bellezza antietá e impacchi nutrienti per capelli secchi.
Altre destinazioni per le mele in industria sono: produzione di succhi, sidro, olio di semi di mela (molto utilizzato nei paesi del nord Europa e ottenuto come sottoprodotto dalla produzione del succo e del sidro), creme, fette di mela essiccate, produzione di alcol da distillazione da fermentati.
Gli obiettivi del miglioramento genetico riguardano l'ottenimento di piante resistenti agli insetti, in particolare ai rodilegno, difficilmente contrastabili, al colpo di fuoco batterico, alla ticchiolatura, oidio e afidi. Si punta anche all'ottenimento, per le varietà commerciali più note, di cloni autofertili.

### Colore
Il colore di fondo delle mele mature è giallo, verde, giallo-verde o giallo biancastro. Il sovracolore delle mele mature può essere rosso-arancio, rosso-rosa, rosso, rosso-viola o rosso-marrone. La pelle può anche essere rugginosa. La quantità di sovracolore può essere compresa tra 0 e 100%. La pelle può anche essere interamente o parzialmente rugginosa, cioè ruvida e marrone. La pelle è ricoperta da uno strato protettivo di cera epicuticolare. L'esocarpo (carne) è generalmente bianco-giallastro pallido, sebbene siano presenti anche esocarpi rosa, gialli o verdi.

### Origine
L'origine della mela deriva dal Malus domestica o Malus sieversii, trovate allo stato selvatico nelle montagne dell'Asia centrale nel Kazakistan meridionale, Kirghizistan, Tagikistan e Cina nordoccidentale nel Neolitico. La coltivazione, fu iniziata molto probabilmente nei lati delle montagne, progredì per un lungo periodo di tempo e permise l'introgressione secondaria di geni di altre specie nei semi a impollinazione libera. Uno scambio significativo con Malus sylvestris, il melo selvatico, ha portato ad essere più imparentate con il progenitore morfologicamente più simile Malus sieversii.

## Produzione
La produzione mondiale di mele nel 2021 è stata di 93 milioni di tonnellate, di cui la Cina ha prodotto il 49% del totale (vedi tabella). I produttori secondari sono stati gli Stati Uniti e la Turchia.
| Produzione di mele per Paese – 2021 | Produzione di mele per Paese – 2021 |
| Paese                               | (milioni di tonnellate)             |
| ----------------------------------- | ----------------------------------- |
| Cina                                | 46,0                                |
| Stati Uniti                         | 4,5                                 |
| Turchia                             | 4,5                                 |
| Polonia                             | 4,1                                 |
| India                               | 2,3                                 |
| Mondo                               | 93,1                                |
| Fonte: FAOSTAT, delle Nazioni Unite |                                     |

## Varietà

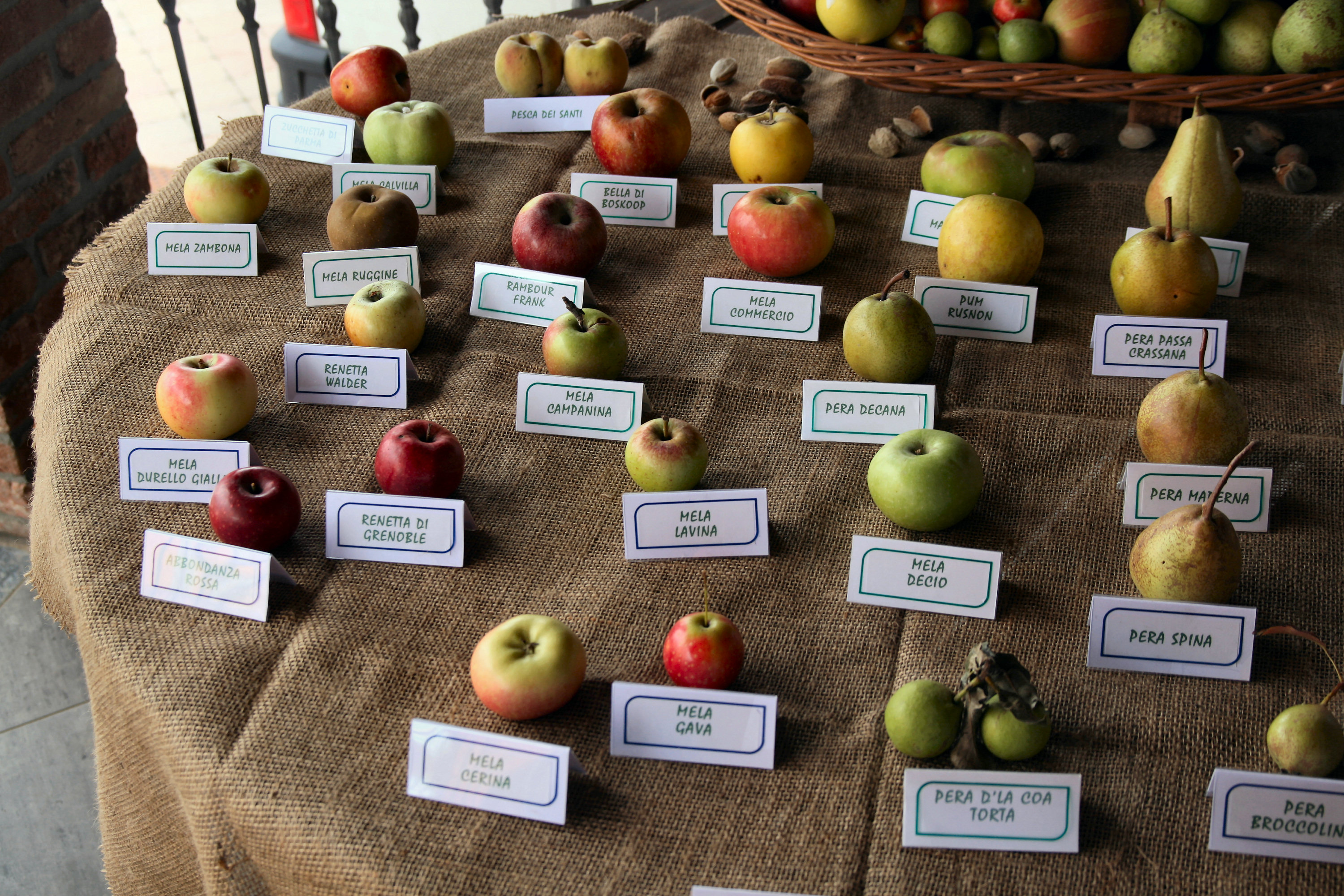
Varietà non comuni di mela

Esistono circa 7 500 varietà di mele di diversa origine nei vari paesi, differenti per colore, consistenza, sapore e contenuti nutrizionali.
Alcune di queste varietà sono tradizionali, altre sono note per la loro denominazione commerciale.
Ecco alcuni esempi:
- Annurca: di piccole dimensioni rispetto alle altre mele, di forma tondeggiante con epidermide rossa striata. La polpa è bianco giallastra, compatta, croccante, succosa, dolce, gradevolmente acidula;
- Ambrosia;
- Blanche Nège;
- Braeburn: buccia colore rosso scuro o scarlatto, polpa compatta e croccante, sapore dolce-acidulo;
- Costa's Trade;
- Courtland;
- Cox;
- Elstar: frutto di colore rosso e giallo, saporita, succosa;
- Fuji: forma tondeggiante, buccia colore rosso-rosato, polpa croccante e succosa, sapore dolce, ricca di fruttosio;
- Golden Delicious: forma tondeggiante, buccia colore giallo, polpa croccante e compatta, sapore dolce leggermente acidulo, varietà di origine americana;
- Granny Smith: buccia verde intenso, polpa croccante, particolarmente ricca di magnesio;
- Imperatore;
- Jonathan;
- Jonagold: sapore succoso, agrodolce, molto aromatico, incrocio fra Golden Delicius e Jonathan, 1953;
- Mela campanina;
- Pink lady: questa varietà è nata dall'ibridazione di due varietà già note quali la "Lady Williams" e la "Golden Delicious". La sua buccia ha delle sfumature di colore rosa;
- Red Delicious: buccia di colore rosso;
- Renetta: forma irregolare, buccia rossa e verde;
- Renetta Grigia: prodotto tipico della zona di Barge, forma schiacciata, buccia ruvida e rugginosa, polpa grossolana dal colore bianco-crema, sapore dolce-acidulo;
- Rome Beauty;
- Rosa dei Monti Sibillini;
- Royal Gala: buccia rosso intenso con venature giallo chiaro, polpa soda e croccante, sapore dolce leggermente aspro;
- Scilate;
- Seuka: autoctona della provincia di Udine e molto diffusa nelle Valli del Natisone;[14]
- Stark;
- Stark Delicious: buccia rossa, polpa fine e croccante, sapore aromatico, particolarmente ricca di carotene e retinolo;
- Stayman Winesap: buccia ruvida di colore giallo-verde punteggiata di rosso, polpa soda e croccante, sapore agrodolce.

## Coltivazione

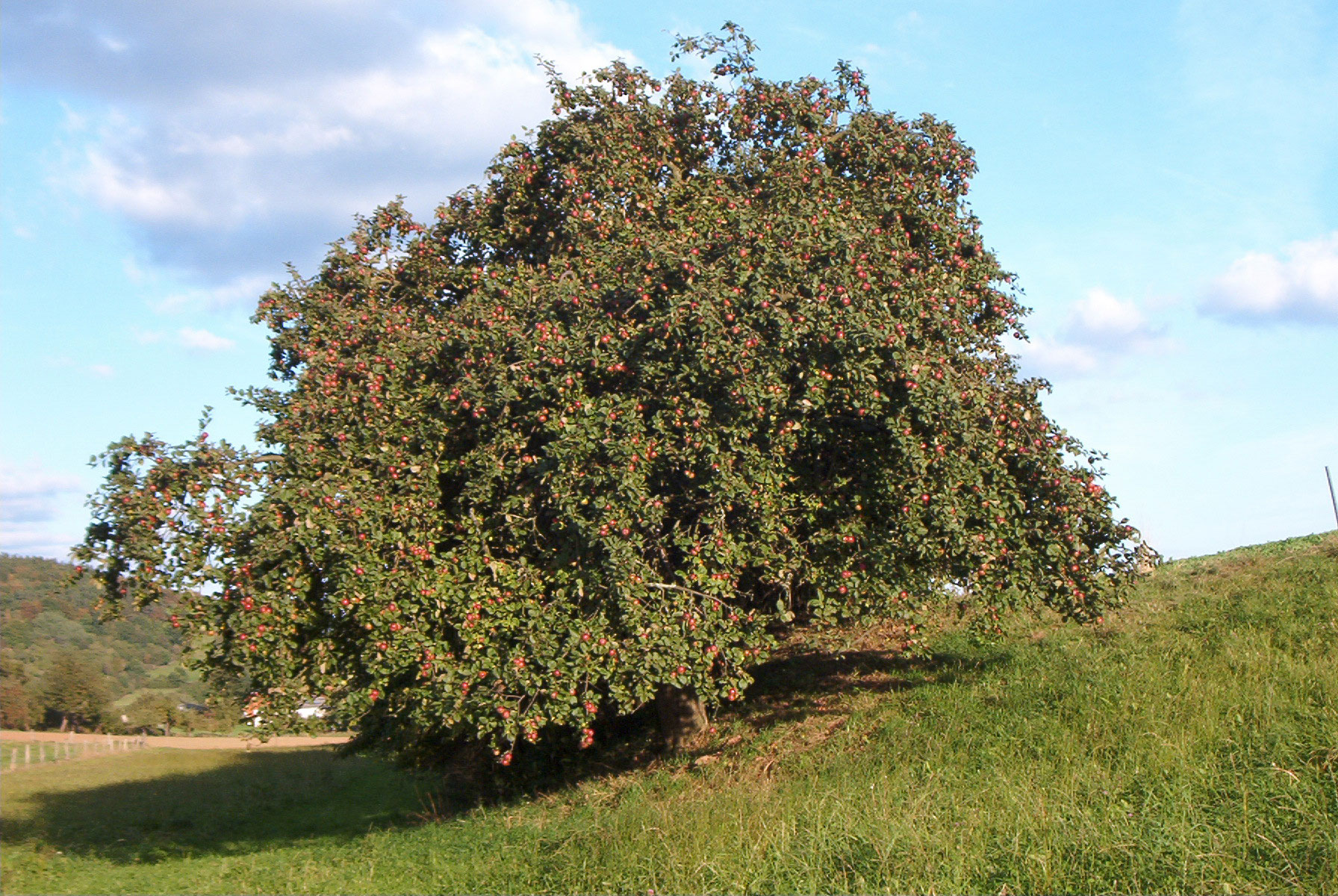
Un albero di mele in Germania

Le mele crescono dai semi. Tuttavia, la maggior parte dei frutti perenni, devono essere propagate asessualmente per ottenere la dolcezza e le caratteristiche desiderabili. Questo perché ogni mela è differente dall'altra, quindi vengono chiamate "eterozigoti estremi".
La maggior parte delle nuove cultivar di mele nascono come piantine o vengono allevate incrociando deliberatamente altre cultivar con caratteristiche promettenti.

### Impollinazione
Le mele devono essere impollinate in modo da far sviluppare i frutti. Durante la fioritura, i coltivatori quando le mele sono mature, prendono il loro nettare.
Ci sono da quattro a sette gruppi per impollinare le mele, a seconda del clima:
- Gruppo A – dall'1 al 3 maggio in Inghilterra
- Gruppo B – dal 4 al 7 maggio
- Gruppo C – Fioritura di metà stagione, dall'8 all'11 maggio
- Gruppo D – Fioritura di metà/tarda stagione, dal 12 al 15 maggio
- Gruppo E – Fioritura tardiva, dal 16 al 18 maggio
- Gruppo F – dal 19 al 23 maggio
- Gruppo H – dal 24 al 28 maggio

### Maturazione e raccolto
Le cultivar variano nella resa e nella dimensione finale dell'albero, anche se coltivate sullo stesso campo. Alcune cultivar, se non potate, diventano molto grandi, permettendo loro di produrre più frutti, ma rendendo più difficile la raccolta.
Alcune aziende agricole con frutteti di mele le vendono al pubblico.

## Usi
Tutte le parti del frutto, compresa la buccia, ad eccezione dei semi, sono adatte al consumo umano. Il nocciolo, dal gambo fino al fondo, contenente i semi, solitamente non viene mangiato e viene scartato.

### In cucina
Le mele possono essere consumate in vari modi: spremute, crude in insalata, cotte al forno in torte, cotte in salse e creme spalmabili come il burro di mele e altri piatti al forno.

### Nei cosmetici
L'olio di semi di mela si ottiene dalla spremitura dei semi di mela per la produzione di cosmetici.

### Sidro
Il succo spremuto dalle mele viene lasciato fermentare per produrre sidro. Le principali tipologie di mele usate nella produzione di sidro sono:
- Mele da tavola: conferiscono acidità, dolcezza e profumo.
- Mele da sidro: donano corpo e complessità, grazie anche ai tannini.
- Mele selvatiche: molto variabili in termini di sapore e qualità hanno alto contenuto di tannini e acidi.
- Mele antiche: sono mele che stanno ritrovando il loro spazio con l’aumento della produzione di sidro. Aggiungono complessità al fermentato.[19]

## Nella cultura di massa

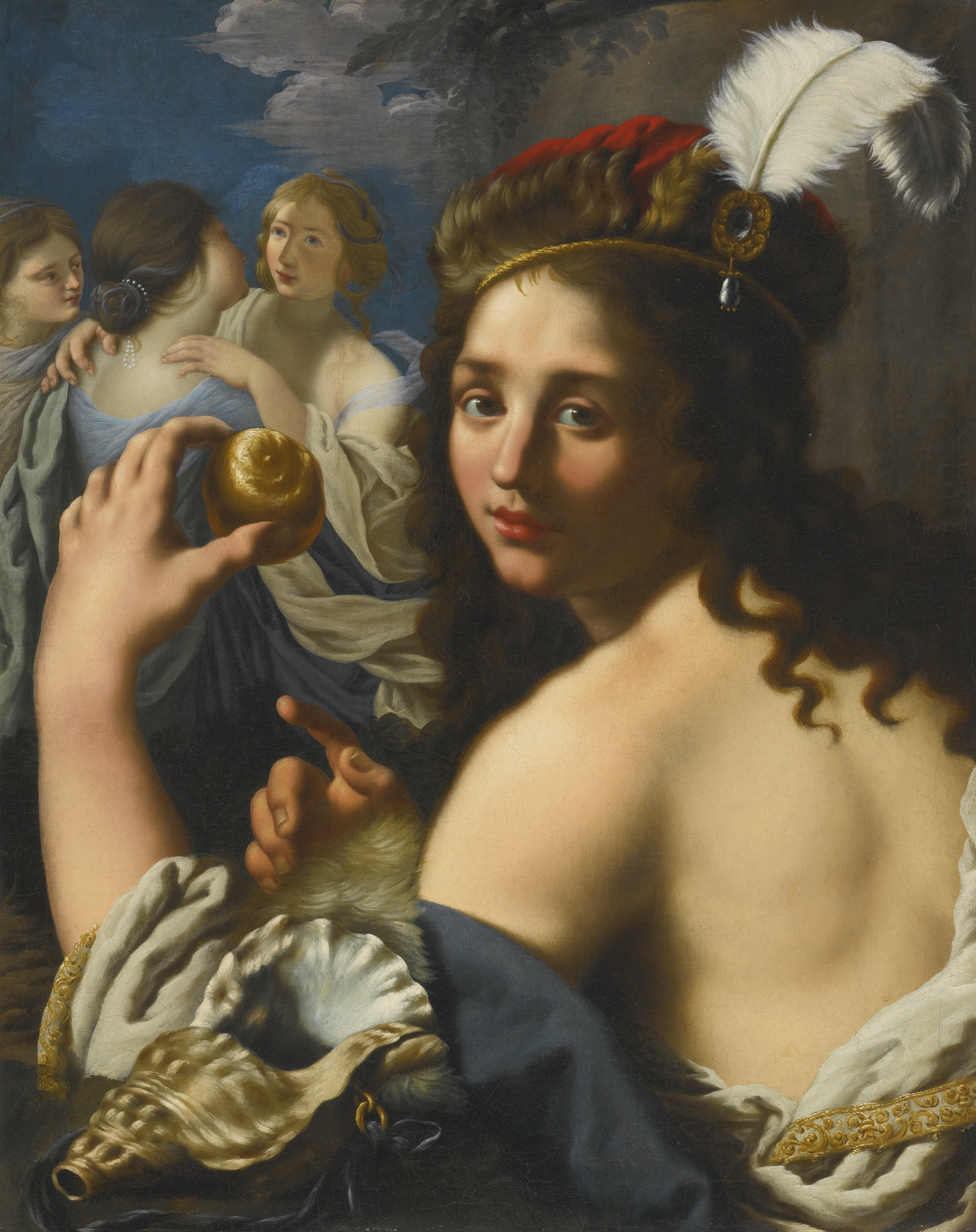
Un dipinto che raffigura Paride con in mano la mela d'oro

- La mela è il simbolo della città di New York, appunto soprannominata "Big Apple" ("Grande mela");
- Secondo la leggenda Guglielmo Tell pose una mela sulla testa del figlio affinché la potesse colpire con una freccia;
- Secondo la leggenda una mela cadde in testa a Isaac Newton, ispirandogli la legge di gravitazione universale;
- Nel cartone animato di Walt Disney Biancaneve e i sette nani, ispirato all'omonima fiaba dei fratelli Grimm, Biancaneve cade in un sonno profondo mordendo una mela avvelenata;
- Nella mitologia greca il principe troiano Paride diede in premio ad Afrodite una mela d'oro ritenendo la dea dell'amore la più bella dell'Olimpo;
- Nella mitologia greca l'undicesima fatica di Eracle consiste nel cogliere tre mele d'oro dal Giardino delle Esperidi. Anche nel mito di Atalanta e Melanione compaiono tre mele d'oro colte dallo stesso giardino;
- Il frutto che fece cadere in tentazione Adamo ed Eva è spesso rappresentato come una mela;
- La Apple Records ("mela" in inglese) è la casa discografica inglese fondata dai Beatles nel 1968;
- La mela morsa sul lato è il simbolo dell'azienda statunitense Apple Inc. (il cui nome significa, appunto, "mela");
- La città kazaka di Almaty deve il suo nome alle mele: in lingua kazaka il nome significa infatti "posto delle mele" o "padre delle mele";
- Nel manga e anime Spice and Wolf la protagonista Holo, dea del raccolto dalle sembianze di ragazza-lupo, adora le mele e quasi non mangia altro;
- Nel manga e anime Death Note il dio della morte Ryuk adora le mele e mangia praticamente solo quelle;
- Nella saga cinematografica Pirati dei Caraibi il capitano Hector Barbossa è particolarmente ghiotto di mele verdi, frutto che - secondo l'attore Geoffrey Rush - gli ricorderebbe l'infanzia trascorsa nelle campagne inglesi;
- Alan Turing si suicidò mordendo una mela nella quale aveva iniettato cianuro di potassio, prendendo spunto dalla fiaba di Biancaneve;
- Melevisione, nota trasmissione televisiva per bambini, deve il suo nome alla mela;
- Un noto proverbio riguardante questo frutto afferma che "una mela al giorno toglie il medico di torno", in riferimento alle proprietà benefiche sulla salute dell'organismo possedute da tale frutto;
- La mela morsa sul lato è il simbolo dell'azienda dei Paesi Bassi Mentadent.